# Новочеркутинский сельсовет
Новочеркутинский сельсовет — сельское поселение в Добринском районе Липецкой области Российской Федерации.
Административный центр — село Новочеркутино.

## История
Статус и границы сельского поселения установлены Законом Липецкой области от 23 сентября 2004 года № 126-ОЗ «Об установлении границ муниципальных образований Липецкой области».
Законом Липецкой области от 16 ноября 2016 года № 18-ОЗ, 1 декабря 2016 года сельские поселения Новочеркутинский и Павловский сельсоветы были объединены в сельское поселение Новочеркутинский сельсовет.

## Население
| 2010  | 2012  | 2013 | 2014 | 2015 | 2016 | 2017  |
| ----- | ----- | ---- | ---- | ---- | ---- | ----- |
| 900   | ↘885  | ↘881 | ↘874 | ↗876 | ↗878 | ↗1962 |
| 2018  | 2021  |      |      |      |      |       |
| ↘1938 | ↘1904 |      |      |      |      |       |

## Состав сельского поселения
| № | Населённый пункт | Тип населённого пункта       | Население |
| - | ---------------- | ---------------------------- | --------- |
| 1 | Александровка    | село                         | 388       |
| 2 | Архиповка        | деревня                      | 9         |
| 3 | Новочеркутино    | село, административный центр | 500       |
| 4 | Сомовка          | деревня                      | 3         |